# Alpine A424
Chronologie des modèles
Alpine A480
L'Alpine A424 est une voiture de course conçue par Alpine et Oreca. Elle répond à la nouvelle règlementation LMDh (Le Mans Daytona h) commune à l'ACO et l'International Motor Sports Association (IMSA). Deux exemplaires seront engagés dans le championnat du monde d'endurance (WEC) 2024.

## Histoire
Le 5 octobre 2021, Laurent Rossi annonce officiellement la présence d'Alpine en Hypercar en 2024 avec une voiture répondant à la réglementation LMDh qui bénéficiera des techniques et technologies issues de l'équipe F1. De plus, le constructeur de Dieppe annonce également un partenariat avec Signatech pour l'exploitation des prototypes et avec Oreca en ce qui concerne le développement du châssis.
En juin 2022, Alpine précise repasser par un engagement d'une voiture de catégorie LMP2 pour la saison 2023 (après avoir passé deux saisons en catégorie Hypercar avec son Alpine A480), en attendant un retour pour la saison 2024 dans la « catégorie reine ».
En octobre 2022, Olivier Panis indique avoir l'intention de faire « un Junior Team avec Alpine », c'est-à-dire de faire courir ses propres Alpine en 2024 via sa structure indépendante Panis Racing.

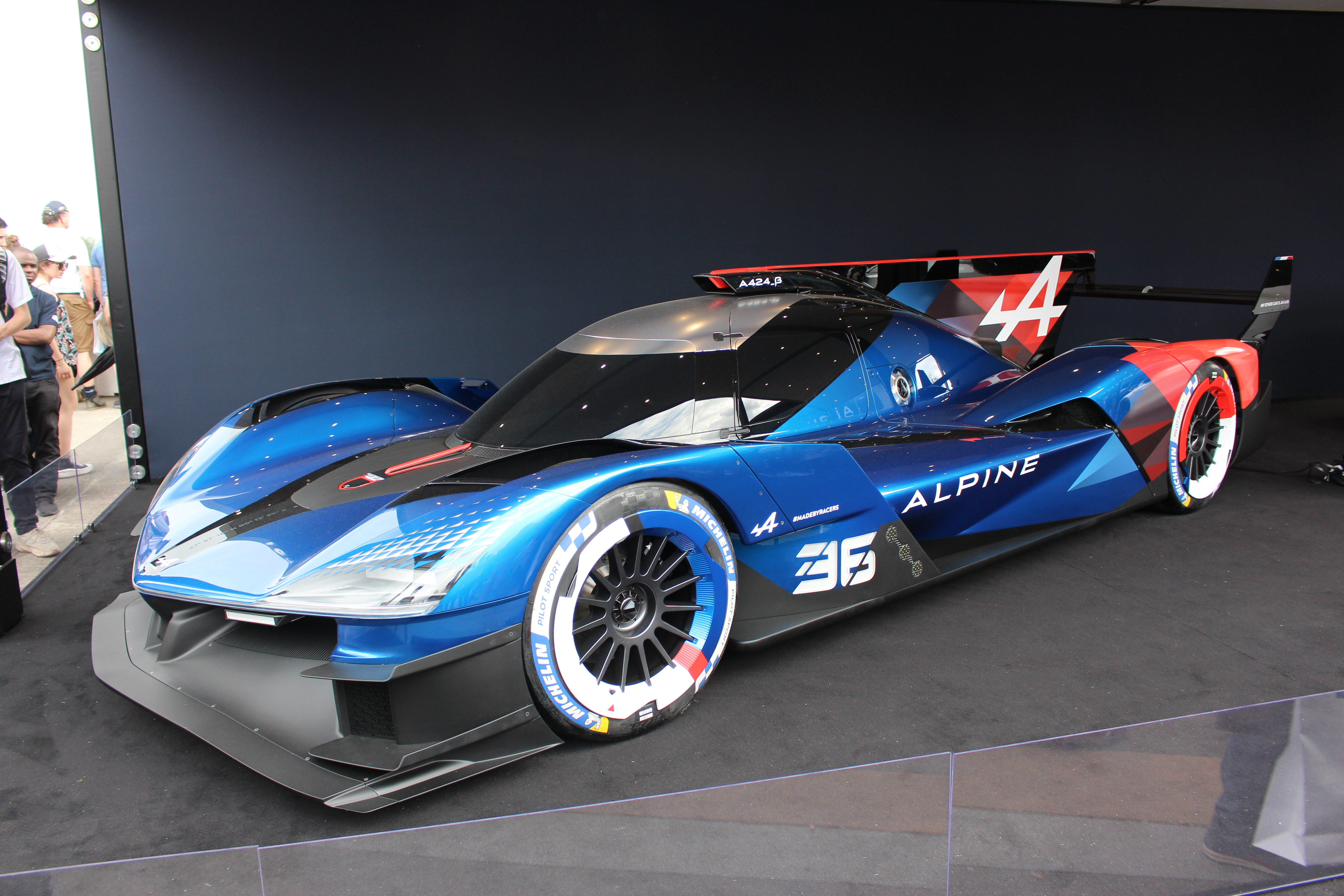
L'Alpine A424 showcar dans le village des 24 Heures du Mans 2023.

Le 9 juin 2023, la veille du centenaire des 24 Heures du Mans, Alpine lève le voile sur sa LMDh en présentant un « show car » dénommé Alpine A424_β. Il s'agit de la dernière étape de la phase « projet » du développement de la voiture, celle-ci dans son état définitif devant prendre le nom de A424. Comme il avait été annoncé par Alpine, le design de cette nouvelle voiture s'inspire du concept car Alpine Alpenglow présenté au Mondial de l'Automobile de Paris 2022.
Le 22 août 2023, la voiture effectue ses premiers essais sur le Circuit Paul Ricard aux mains de Nicolas Lapierre.
Le 22 novembre 2023, Alpine dévoile ses pilotes pour la saison 2024 du Championnat du monde d'endurance.
Le 7 février 2024, c'est depuis Enstone que Alpine présente sa nouvelle Formule 1, ainsi que l'A424 engagée dans le championnat du monde d'endurance.

## Pilotes
- Paul-Loup Chatin
- Ferdinand Habsburg
- Nicolas Lapierre
- Charles Milesi
- Mick Schumacher
- Matthieu Vaxivière
- Jules Gounon (réserviste)

## Palmarès

### Résultats en championnat du monde d'endurance FIA

#### 2024
| Pos. | Écurie                | no | Pilotes            | QAT | IMO | SPA | LMS  | SĀO | COA | FUJ | BHR | Points |
| ---- | --------------------- | -- | ------------------ | --- | --- | --- | ---- | --- | --- | --- | --- | ------ |
| 4e   | Alpine Endurance Team | 35 | Paul-Loup Chatin   | 7e  | 13e | 9e  | Abd. | 12e | 5e  | -   | 4e  | 70     |
| 4e   | Alpine Endurance Team | 35 | Ferdinand Habsburg | 7e  | -   | -   | Abd. | 12e | 5e  | 7e  | 4e  | 70     |
| 4e   | Alpine Endurance Team | 35 | Jules Gounon       | -   | 13e | 9e  | -    | -   | -   | 7e  | 4e  | 70     |
| 4e   | Alpine Endurance Team | 35 | Charles Milesi     | 7e  | 13e | 9e  | Abd. | 12e | 5e  | 7e  | -   | 70     |
| 4e   | Alpine Endurance Team | 36 | Mick Schumacher    | 10e | 16e | 12e | Abd. | 10e | 9e  | 3e  | 9e  | 70     |
| 4e   | Alpine Endurance Team | 36 | Matthieu Vaxiviere | 10e | 16e | 12e | Abd. | 10e | 9e  | 3e  | 9e  | 70     |
| 4e   | Alpine Endurance Team | 36 | Nicolas Lapierre   | 10e | 16e | 12e | Abd. | 10e | 9e  | 3e  | -   | 70     |
| 4e   | Alpine Endurance Team | 36 | Charles Milesi     | -   | -   | -   | -    | -   | -   | -   | 9e  | 70     |

#### 2025
| Pos.               | Écurie                | no                  | Pilotes          | QAT | IMO | SPA | LMS | SĀO | COA | FUJ | BHR | Points |
| ------------------ | --------------------- | ------------------- | ---------------- | --- | --- | --- | --- | --- | --- | --- | --- | ------ |
|                    | Alpine Endurance Team | 35                  | Paul-Loup Chatin | 14e | 13e | 8e  | 10e |     |     |     |     |        |
| Ferdinand Habsburg | Alpine Endurance Team | 35                  | 14e              | 13e | 8e  | 10e |     |     |     |     |     |        |
| Charles Milesi     | Alpine Endurance Team | 35                  | 14e              | 13e | 8e  | 10e |     |     |     |     |     |        |
| 36                 | Alpine Endurance Team | Jules Gounon        | 13e              | 3e  | 3e  | 11e |     |     |     |     |     |        |
| 36                 | Alpine Endurance Team | Frédéric Makowiecki | 13e              | 3e  | 3e  | 11e |     |     |     |     |     |        |
| 36                 | Alpine Endurance Team | Mick Schumacher     | 13e              | 3e  | 3e  | 11e |     |     |     |     |     |        |